# Rali do Chipre de 2002
Resultados do 30th Cyprus Rally.

## Classificação Final
| Pos | N.º  | Piloto Co-piloto                        | Nacionalidade             | Carro                                              | Tempo               |
| --- | ---- | --------------------------------------- | ------------------------- | -------------------------------------------------- | ------------------- |
| 1   | 2 M  | Marcus Grönholm Timo Rautiainen         | Finlândia · Finlândia     | Peugeot 206 WRC Peugeot Total                      | 4:21.25,7 0         |
| 2   | 1 M  | Richard Burns Robert Reid               | Reino Unido · Reino Unido | Peugeot 206 WRC Peugeot Total                      | 4:22.22,5 56,8      |
| 3   | 10 M | Tommi Mäkinen Kaj Lindström             | Finlândia · Finlândia     | Subaru Impreza WRC 555 Subaru World Rally Team     | 4:22.24,7 59        |
| 4   | 3 M  | Harri Rovanperä Risto Pietiläinen       | Finlândia · Finlândia     | Peugeot 206 WRC Peugeot Total                      | 4:22.44,4 1.18,7    |
| 5   | 11 M | Petter Solberg Phil Mills               | Noruega · Reino Unido     | Subaru Impreza WRC 555 Subaru World Rally Team     | 4:23.43,6 2.17,9    |
| 6   | 5 M  | Colin McRae Nicky Grist                 | Reino Unido · Reino Unido | Ford Focus WRC Ford Motor Co                       | 4:24.11,2 2.45,5    |
| 7   | 17 M | Armin Schwarz Manfred Hiemer            | Alemanha · Alemanha       | Hyundai Accent WRC Hyundai Castrol W.R.T.          | 4:24.13,1 2.47,4    |
| 8   | 6 M  | Markko Märtin Michael Park              | Estónia · Reino Unido     | Ford Focus WRC Ford Motor Co                       | 4:25.48,3 4.22,6    |
| 9   | 14 M | Kenneth Eriksson Tina Thörner           | Suécia · Suécia           | Škoda Octavia WRC Škoda Motorsport                 | 4:28.43,4 7.17,7    |
| 10  | 23   | Gilles Panizzi Hervé Panizzi            | França · França           | Peugeot 206 WRC Peugeot Total                      | 4:29.37,9 8.12,2    |
| 11  | 4 M  | Carlos Sainz Luís Moya                  | Espanha · Espanha         | Ford Focus WRC Ford Motor Co                       | 4:30.19,7 8.54,0    |
| 12  | 29   | Janne Tuohino Petri Vihavainen          | Finlândia · Finlândia     | Ford Focus WRC                                     | 4:32.46,7 11.21,0   |
| 13  | 7 M  | François Delecour Daniel Grataloup      | França · França           | Mitsubishi Lancer WRC Marlboro Mitsubishi Ralliart | 4:33.43,0 12.17,3   |
| 14  | 27   | Tomasz Kuchar Maciej Szczepaniak        | Polónia · Polónia         | Hyundai Accent WRC Hyundai Castrol W.R.T.          | 4:39.53,3 18.27,6   |
| 15  | 15 M | Toni Gardemeister Paavo Lukander        | Finlândia · Finlândia     | Škoda Octavia WRC Škoda Motorsport                 | 4:43.37,7 22.12,0   |
| 16  | 32   | Ioánnis Papadimitríou Allan Harryman    | Grécia · Reino Unido      | Subaru Impreza 555                                 | 4:50.20,0 28.54,3   |
| 17  | 74 P | Karamjit Singh Allen Oh                 | MAS                       | Proton Pert                                        | 4:52.17,9 30.52,2   |
| 18  | 103  | Andreas Tsouloftas Panayiotis Sialos    | Chipre · Chipre           | Mitsubishi Lancer Evo 6                            | 4:54.26,7 33.01,0   |
| 19  | 28   | Gabriel Pozzo Daniel Stillo             | Argentina · Argentina     | Škoda Octavia WRC                                  | 4:55.39,6 34.13,9   |
| 20  | 51 P | Gustavo Trelles Jorge del Buono         | Uruguai · Argentina       | Mitsubishi Lancer Evo 6 MRT by Nocentini           | 4:57.59,4 36.33,7   |
| 21  | 58 P | Luca Baldini Marco Muzzarelli           | Itália · Itália           | Mitsubishi Lancer Evo 6                            | 4:59.10,7 37.45,0   |
| 22  | 66 P | Dimitar Iliev Petar Sivov               | Bulgária · Bulgária       | Mitsubishi Lancer Evo 7 MRT by Nocentini           | 5:00.06,0 38.40,3   |
| 23  | 55 P | Saulius Girdauskas Žilvinas Sakalauskas | Lituânia · Lituânia       | Mitsubishi Lancer Evo 6                            | 5:03.08,5 41.42,8   |
| 24  | 69 P | Bernt Kollevold Ola Fløene              | Noruega · Noruega         | Mitsubishi Lancer Evo 6                            | 5:10.37,3 49.11,6   |
| 25  | 113  | Riccardo Errani Stefano Casadio         | Itália · Itália           | Subaru Impreza WRX                                 | 5:21.49,0 1:00.23,3 |
| 26  | 59 P | Natalie Barratt Roger Freeman           | Reino Unido · Reino Unido | Mitsubishi Lancer Evo 6                            | 5:23.21,8 1:01.56,1 |
| 27  | 107  | Charalambos Timotheou Savvas Laos       | Chipre · Chipre           | Mitsubishi Lancer Evo 6                            | 5:25.02,6 1:03.36,9 |
| 28  | 108  | Konstantinos Iorgallis Nikolaou Avram   | Chipre · Chipre           | Subaru Impreza WRX STI                             | 5:31.21,8 1:09.56,1 |
| 29  | 114  | Dimítris Kounelis Angelos Kounelis      | Grécia · Grécia           | Mitsubishi Lancer Evo 6                            | 5:31.42,4 1:10.16,7 |
| 30  | 65 P | Beppo Harrach Jutta Gebert              | Áustria · Áustria         | Mitsubishi Lancer Evo 6                            | 5:43.08,2 1:21.42,5 |
| 31  | 116  | Dany Levy Izi Argaman                   | Israel · Israel           | Subaru Impreza WRX                                 | 5:50.51,6 1:29.25,9 |
| 32  | 115  | Iótis Hartoupalos Ioánnis Christofi     | Chipre · Chipre           | Mitsubishi Lancer Evo 6                            | 6:02.10,0 1:40.44,3 |

## Abandonos
| SS  | N.º  | Piloto Co-piloto                     | Nacionalidade             | Carro                                              | Classe      |                |
| --- | ---- | ------------------------------------ | ------------------------- | -------------------------------------------------- | ----------- | -------------- |
| R12 | 8 M  | Alister McRae David Senior           | Reino Unido · Reino Unido | Mitsubishi Lancer WRC Marlboro Mitsubishi Ralliart | Transmissão |                |
| R8  | 9 M  | Jani Paasonen Arto Kapanen           | Finlândia · Finlândia     | Mitsubishi Lancer WRC Marlboro Mitsubishi Ralliart | Acidente    |                |
| R12 | 16 M | Roman Kresta Jan Tománek             | Chéquia · Chéquia         | Škoda Octavia WRC Škoda Motorsport                 | Acidente    |                |
| R12 | 18 M | Freddy Loix Sven Smeets              | Bélgica · Bélgica         | Hyundai Accent WRC Hyundai Castrol W.R.T.          | Gearbox →   |                |
| R4  | 19 M | Juha Kankkunen Juha Repo             | Finlândia · Finlândia     | Hyundai Accent WRC Hyundai Castrol W.R.T.          | Oil sump →  |                |
| R9  | 24   | François Duval Jean-Marc Fortin      | Bélgica · Bélgica         | Ford Focus WRC Ford Motor Co                       | Motor       |                |
| R12 | 25   | Bruno Thiry Stéphane Prévot          | Bélgica · Bélgica         | Peugeot 206 WRC Peugeot Bastos Racing Team         | Suspensão   |                |
| R3  | 26   | Achim Mörtl Klaus Wicha              | Áustria · Alemanha        | Peugeot 206 WRC Power Horse World Rally Team       | A 8         | Motor          |
| R15 | 30   | Manfred Stohl Ilka Petrasko          | Áustria · Áustria         | Ford Focus WRC                                     | Acidente    |                |
| R4  | 31   | Juuso Pykälistö Esko Mertsalmi       | Finlândia · Finlândia     | Toyota Corolla WRC                                 | A 8         | Caixa de velo. |
| R4  | 52 P | Marcos Ligato Rubén García           | Argentina · Argentina     | Mitsubishi Lancer Evo 7                            | Motor       |                |
| R2  | 53 P | Alex Fiorio Enrico Cantoni           | Itália · Itália           | Mitsubishi Lancer Evo 7 Ralliart Italia            | N 4         |                |
| R6  | 54 P | Ramón Ferreyros Diego Vallejo        | Peru · Espanha            | Mitsubishi Lancer Evo 6 MRT by Nocentini           | Acidente    |                |
| R1  | 57 P | Toshi Arai Tony Sircombe             | Japão · Nova Zelândia     | Subaru Impreza WRX STI Spike Subaru Team           | N 4         | Mecânica       |
| R8  | 70 P | Giovanni Manfrinato Claudio Condotta | Itália · Itália           | Mitsubishi Lancer Evo 6                            |             |                |
| R12 | 71 P | Stefano Marrini Tiziana Sandroni     | Itália · Itália           | Mitsubishi Lancer Evo 6                            | N 4         |                |
| R1  | 73 P | Martin Rowe Chris Wood               | Reino Unido · Reino Unido | Mitsubishi Lancer Evo 7                            | Acidente    |                |
| R5  | 75 P | Kristian Sohlberg Jukka Aho          | Finlândia · Finlândia     | Mitsubishi Lancer Evo 6 Blue Rose Team             | N 4         | Suspensão      |
| R9  | 76 P | Pavel Valoušek Pierangelo Scalvini   | Chéquia · Itália          | Mitsubishi Lancer Evo 7 Jolly Club                 | Mecânica    |                |
| R5  | 77 P | Alfredo De Dominicis Rudy Pollet     | Itália · Itália           | Mitsubishi Lancer Evo 7                            | N 4         |                |
| R5  | 101  | Niall McShea Michael Orr             | Reino Unido · Reino Unido | Subaru Impreza WRX                                 | Mecânica    |                |
| R9  | 102  | 'Stratissino' Tonia Pavli            | Grécia · Grécia           | Mitsubishi Lancer Evo 7                            | N 4         | Motor          |
| R6  | 104  | Chris Thomas Andreas Christodoulides | Chipre · Chipre           | Subaru Impreza WRC                                 | Mecânica    |                |
| R15 | 106  | Rami Shiohatovich Michalakis Michael | Israel · Chipre           | Mitsubishi Lancer Evo 6                            | N 4         |                |
| R11 | 109  | Wakujiro Kobayashi Takako Akaba      | Japão · Japão             | Mitsubishi Lancer Evo 7                            | Acidente    |                |
| R10 | 111  | Kyriakos Kardanas Kóstas Laos        | Chipre · Chipre           | Mitsubishi Lancer Evo 5                            | A 8         | Mecânica       |
| R12 | 112  | Luís Pérez José Volta                | Argentina · Argentina     | Mitsubishi Lancer Evo 7                            |             |                |
| R2  | 117  | Nadav Dotan Níkos Panayides          | Israel · Chipre           | Subaru Impreza WRX                                 | N 4         | Mecânica       |